# Laval, Mayenne
Laval je mesto v zahodni Franciji, približno 300 km  jugozahodno od Pariza in je glavno mesto departmaja Mayenne. Laval je bil pred francosko revolucijo v provinci Maine in je sedaj razdeljena na dva dela, Mayenne in Sarthe. Njegovi prebivalci se imenujejo Lavallois. Občina Laval, brez metropolitanskega območja, je 13. najbolj naseljena v severozahodni Franciji in 119. v Franciji. 
Kot del province Maine, leži Laval na pragu Bretanje in ni daleč od Normandije in Anjouja. Zato je bilo v srednjem veku pomembno oporišče v severozahodni Franciji. Laval je postal mesto v 11. stoletju in je bil zibelka Hiše Laval, ki je bila ena od najmočnejših družin v Mainu in Bretanji. Grofje Laval so razvili tekstilno industrijo že okoli leta 1300. Laval je bil tudi pomemben center francoske renesanse. Industrija perila je ostala glavna dejavnost do 20. stoletja, ko je postala bolj dobičkonosna predelava mleka.
Laval se je razvil okoli rta, na katerem je bil zgrajen grad in ob reki Mayenne. Metropolitansko območje Laval je majhen gospodarski center v zahodni Franciji, še posebej aktiven v industrijskem sektorju, proizvodnji mleka in mlečnih izdelkov, elektronike in kemikalij. Laval je ekonomsko usmerjen k Rennesu, upravnemu središču bretonske pokrajine in se nahaja le 80 kilometrov zahodno od Lavala.
Laval obsega 34,2 kvadratna kilometra  in ima 51.182 prebivalcev, medtem ko jih okoli 120.000 živi v metropolitanskem območju. 
Laval je predvsem rojstni  Henri Rousseauja, ki je pomemben slikar naive in mesto ima muzej, posvečen njemu in ostalim naivnim slikarjem. Laval ima tudi pomembno arhitekturno dediščino z gradom, deli mestnega obzidja, srednjeveškimi hišami, starimi mostovi in cerkvami.

## Geografija

### Lokacija
Laval se nahaja v geografskem središču departmaja Mayenne, ob cesti, ki povezuje Pariz z Bretanjo, med Rennesom in Le Mansom. Mesto se nahaja ob reki Mayenne, ki ima svoj izvir v Normandiji in teče proti Loari.
Laval se nahaja približno 80 kilometrov od Rennesa, Le Mansa in Angersa, 130 km  od Nantesa, 150 km od Caena in 280 km  od Pariza. Prav tako je 100 km  daleč od Mont-Saint-Michela in okoliških letovišč, ki se nahajajo ob Rokavskem prelivu.
Nadmorska višina se giblje med 42 in 122 metrov.  Laval je pravzaprav hribovito mesto, leži na skalnem pomolu, ki dominira nad dolino reke Mayenne. Grad je bil zgrajen na pomolu, tako da se srednjeveški center širi naokoli. Rt in rahlo gričevnata pokrajina okoli Lavala so del masiva Armorican, starega gorovja, ki tvori polotok Breton.
Mesto je obdano s kmetijskimi zemljišči oziroma velikimi polji. Tradicionalni bocage s svojimi starimi živimi mejami so še vedno delno vidni. Laval je obkrožen z več gozdovi, kot je Forêt de Consise in jedrnato, z okoli 600 ha in Bois de l'Huisserie, s 254 hektarjev.  Oba se nahajata južno od mesta.

### Metropolitansko območje
Občina Laval meji na sedem drugih občin. Te so (v smeri urinega kazalca), Changé, Bonchamp-lès-Laval, Forcé, Entrammes, L'Huisserie, Montigne-le-Brillant in Saint-Berthevin. 12 drugih občin, ki se nahajajo naprej tvorijo z njimi aglomeracijsko skupnost Laval. Ta združuje skupaj okoli 95.000 prebivalcev.

### Klima
Laval ima zelo prijetno podnebje zaradi bližine Atlantskega oceana in Rokavskega preliva, kar mu daje oceansko podnebje. Zime so običajno mokre, z redkimi zmrzalmi in snežnimi padavinami, poletja pa topla in sončna, s pogostim dežjem.

### Urbana morfologija
Najstarejše ulice in stavbe v Lavalu se nahajajo okoli rta, kjer stoji grad. Urbana struktura datira v srednji vek in je omejena z zahodnim bregom reke Mayenne. To staro jedro je danes glavno nakupovalno območje, z več ulicami za pešce in majhnimi trgovinami. Več srednjeveških predalčnih lesenih hiš je še vidno, vendar večina stavb datira iz 18. in 19. stoletja in so izdelane iz lehnjaka.
Predmestje Avesnières, ki se nahaja en kilometer  južno od gradu je nekdanja občina, ki se je združila z Lavalom v 1863 in je bila ustanovljena leta 1073. Še vedno vsebuje več starih hiš in srednjeveško baziliko. Druga velika srednjeveška zaselka, ki ju je mesto absorbiralo sta Le Bourg Hersent in Saint-Martin.
Do 20. stoletja je imel Laval pristanišče na reki Mayenne, ki je bilo obdano z več tovarnami, v glavnem za proizvodnjo perila. Stara industrijska območja so bila sanirana po letu 1970 in reka je postala rekreacijsko območje.
- Pogled na faubourg na vzhodnem bregu reke Mayenne.
- Srednjeveško mesto je še vedno obkroženo z več deli mestnega obzidja.
- Pogled na reko Mayenne južno od mesta.

### Zelena območja
Laval je majhno mesto in narava ni daleč od centra. Mesto upravlja 25 hektarov parkov in vrtov in 200 hektarjev zelenih površin. 
Največji park je Jardin Botanique de la Perrine, ki se nahaja v centru, na vrhu skalnega pomola. Prej zasebni vrt, je obkrožal dvorec iz 18. stoletja in obsega francoski in angleški vrt, kot tudi rozarij, oranžerijo in majhen zverinjak. Ta park obsega 4,5 hektarja. Henri Rousseau, glavni naivni slikar, rojen v Lavalu, je bil tam pokopan.
Poleg Jardin de la Perrine, so glavne zelene površine v središču trg Boston, prenovljen v letu 2012, in trg Foch, ki se nahaja na place du 11-Novembre, ki je osrednja točka mesta.
Občina Laval je lastnik Bois Gamats, 25 ha gozda, ki se nahaja na južni strani mesta. Sosednji Bois de l'Huisserie je veliko večji, upravlja ga Laval Agglomération.

## Administracija
Laval je sedež petih kantonov:
- Kanton Laval-Jugozahod (del občine Laval: 12.668 prebivalcev),
- Kanton Laval-Saint-Nicolas (del občine Laval: 8.460 prebivalcev),
- Kanton Laval-Severovzhod (del občine Laval, občine Changé, Saint-Germain-le-Fouilloux, Saint-Jean-sur-Mayenne: 14.687 prebivalcev),
- Kanton Laval-Severozahod (del občine Laval: 12.022 prebivalcev),
- Kanton Laval-Vzhod (del občine Laval, občina Entrammes: 11.732 prebivalcev).

Mesto je prav tako sedež okrožja, v katerega so poleg njegovih vključeni še kantoni Argentré, Chailland, Évron, Loiron, Meslay-du-Maine, Montsûrs, Saint-Berthevin in Sainte-Suzanne.

## Zgodovina

### Srednji vek
Pred gradnjo gradu v 11. stoletja, naselja Laval še ni bilo. Vendar pa je skozi območje že potekala komunikacija v trasi nekdanje rimske ceste, ki je povezovala Le Mans s Corseulom, pokrajinskim glavnim mestom v današnji Bretanji.  Poleg tega so nekatere dele mestnega ozemlja že naseljevali Galci. Galska stela je bila odkrita v predmestju Pritz, severno od današnjega centra.  Kapela Pritz je prvič omenja leta 710. Truplo Tudwala, bretonskega svetnika je bilo pokopano v Lavalu 870 ali 878 leta, med invazijo Normanov v Bretaniji. 
Laval je imel strateški pomen, saj so potniki ob rimski cesti morali prečkati reko Mayenne na plitvini. Zahodni breg reke je obvladoval skalni pomol, ki je lahko zagotovil popolno kontrolo nad reko. V 10. stoletju je bil na njem zgrajen prvi vojaški objekt, naselje pa navedeno ob koncu stoletja v listini, ki jo je izdal grof Maine. Okoli leta 1020 je Herbert I., grof iz Maine, ponudil novemu baronu iz Lavala, Guyu I., da postane prvi gospodar mesta. Guy I. Lavalski je zgradil nov grad in naselje se je počasi pojavilo ob rimski cesti in na bregovih reke.
Grad, ki ga je Guy zgradil, je bil veliko širši od današnje strukture. Obkrožen je bil z zemeljskim nasipom in se je širil od današnjega stolpa do stolnice. Trdnjava zgrajena čez steno je nadzorovala dostop do vrha pomola, kjer je živel v gospodar, drugi stolp se je verjetno nahajal znotraj strukture. Bazilika v Avesnièresu, ki se nahaja nekaj kilometrov južno od gradu, je bila ustanovljena v 12. stoletju po nalogu Guya III. Okoli 1200, je bil zemeljski nasip podrt, grad je postal manjši in dobil svojo današnjo podobo. Mesto se je razvilo znotraj lastnega obrambnega sistema.
Beatrix Gavere, žena Guya IX. Lavalskega, ki je živela v 13. stoletju, je verjela v izvirno tekstilno tradicijo mesta. Rodila se je v Flandriji in s seboj pripeljala flamske tkalce, da bi spodbujali proizvodnjo platna. Tkanje lana je postala glavna gospodarska dejavnost v mestu vse do 19. stoletja. 
Med stoletno vojno so mesto, leta 1428, zasedli Angleži pod vodstvom Johna Talbota. To je spet postalo francosko leto kasneje. Požari, ki so nastali med vojno, so naredili veliko škode. Tako so vse predalčne lesene hiše, ki še vedno stojijo v srednjeveškem centru, zgrajene po 15. stoletju. V tem obdobju je bilo zgrajeno mestno obzidje z dodatkom močne topniške utrdbe z inovativno zasnovo, znano kot Tour Renaise. Okoli 1450 je Guy XIV. Lavalski prenovil grad. Na začetku 16. stoletja so bile zgrajene nove sobe in dvorane ter nova gotska okna odprta na dvorišče.

### Moderna doba
Guy XVII. je zgradil renesančno galerijo v razširjenem gradu okoli leta 1542. Galerija je bila kasneje nekoliko preurejena v 1747. Guy XVII. je bil član dvora Franca I., ki je bil eden izmed največjih kraljev francoske renesanse. Hiša Laval je igrala pomembno vlogo pri razvoju renesančne umetnosti v regiji. Jean Laval-Châteaubriant je na primer zgradil veliko palačo Château de Châteaubriant, ki se nahaja v Bretanji. Na njegovi strani je Guy XIX. postal Hugenot.
V 17. stoletju je Laval postal zelo uspešen. Protireformacija je pripeljala do ustanovitve številnih verskih institucij. Odprti so bili veliki samostani (uršulinke, benediktinci in kapucini). Vsi ti samostani so bili kasneje, v času francoske revolucije, prodani ali porušeni. V 18. stoletju se je mesto, ki je ohranilo svojo srednjeveško podobo, začelo širiti. Nastale so nove soseske faubourgs, lokalno plemstvo je gradilo veliko elegantnih hôtels particuliers, zlasti v okolici  place de Hercé, ki je postal najbolj modno področje Lavala.
V sredini 18. stoletja je imel Laval okoli 18.000 prebivalcev in 3525 gospodinjstev. To je bilo drugo najbolj naseljeno mesta v provinci Maine, po Le Mansu. Tu je bilo več institucij, kot so présidial, urad za ferme générale, lokalna oblast, bolnišnica, žandarmerija in mestna hiša. Laval je bil tudi na čelu plačnikov davkov (davčna regija), ki je zajemala 65 župnij na jugu Maine. Ker je bil lociran v bližini meje z Bretanjo, je imel Laval veliko skladišče soli, ki je nadzorovalo zbiranje gabelle, davka na sol. Ker je bila Bretanja velika proizvajalka soli, je bila oproščena davka, a so ljudje, ki so živeli v provinci Maine ali drugih zalednih deželah, kupili določeno količino soli, morali obvezno plačati gabelle zanjo. Skladišče soli, kot je bil ta v Lavalu je zato nadzoroval davčni urad in se je moral ukvarjati z nadzorom nad tihotapljenjem soli. V okrožju je vsako leto potekalo 26 sejmov, tri tržnice so bile v mestu samem. V tistem času je bil Laval sestavljen iz treh župnij. 
Tekstilna industrija v Laval je dosegla svoj vrhunec tik pred francosko revolucijo. Mesto je imelo pravico izdelovati osem vrst tkanin, vključno z royales in demi-Hollande, ki so bile med najboljšimi stkanimi v Franciji. Sosednji mesti Mayenne in Château-Gontier sta tudi imeli pravico do proizvodnje platna, ampak samo treh ali štirih vrst. 
Royales in demi-Hollande sta bili najboljši tkanini Lavala, zatu tudi najdražja. Demi-Hollande je lahko stal do 700 funtov, toile forte, najcenejši, je bil vreden 50 funtov. Druge vrste platna, ki so ga izdelovali v Lavalu, je bilo tudi poceni in nizke kakovosti, vendar je predstavljalo največji delež celotne proizvodnje. Platno iz Lavala se je prodajo v glavnem v Franciji, pa tudi v tujini. Rustikalnen non-battues je bil narejen samo za španski trg, nekaj najboljšega so prodajali na Portugalskem, močnejše obleke so bile izvoženi v francoske kolonije v Ameriki. Royales in demi-Hollande so običajno prodajali v Troyes, Senlisa in Beauvais, treh mestih, ki se nahajajo okoli Pariza, in so bili znani po svojih sejmih. Laval je izdeloval tudi posebne vrste platna, pontivy, za francosko vojsko.
V 18. stoletju je bil star srednjeveški center še vedno obkrožen z obzidjem in njegove ozke parcele in ulice so onemogočale vsako večjo urbano preobrazbo. Toda oblasti so načrtovale gradnjo velike arterije mimo centra na severu. Šlo je za gradnjo novega mostu na reki Mayenne, ker je v tistem času Laval imel le enega, ki je bil majhen in zelo star. Projekt je bil potrjen leta 1758, vendar so se dela začela šele 1804.
Vojna v Vendée, ki je nasprotovala francoskim revolucionarjem in katoliškim rojalistom v zadnjem desetletju 18. stoletja, se je začela v departmaju Vendée, ki se nahaja južno od Loare, vendar se je hitro razširila v Bretanji, Anjouju in Maine, ki so bile katoliške trdnjave. Laval, ki je bila pod nadzorom revolucionarjev leta 1789, so zasedli rojalisti 22. oktober 1793. Mesto je bilo na njihovi poti poti do Rokavskega preliva, kjer so že nestrpno čakali na okrepitve. Vendar pa je bila odprava na Normandijo popoln neuspeh, saj jih je tam porazila republikanska armada. Rojalisti so se vrnili v Laval 25. decembra 1793, vendar so izgubili boj v Angersu in bili dokončno poraženi leta 1794.

### Sodobni čas
Po francoski revoluciji so lokalne oblasti odločile, da bi dosegli glavni načrt načrtovan v 18. stoletju. Novi most je bil končan leta 1824, nova osi vzhod-zahod, mimo starega centra, je bila dokončana med 1820 in 1830. Pojavil se je nov center mesta, zgrajen je bil nov trg v bližini mostu. Okrog so zgradili več uradnih objektov, vključno novo mestno hišo, prefekturo in gledališče. Okoli novega mostu je bila reka Mayenne regulirana, med 1844 in 1863 so bila urejena nova nabrežja. Po letu 1850 so bila opravljena velika dela v srednjeveškem centru. Zgradili so več novih ulic in trg pred gradom povečan. Leta 1855 je Laval pridobil škofijo in železniško postajo.
Laval je doživel pomembno demografsko rast v celotnem 19. stoletju. Če je imel leta 1800 15.000 prebivalcev, se je številka povzpela na 21.293 leta 1861. Dve leti kasneje so se t Lavalom združile sosednje občine Avesnières in Grenoux. Laval je tako štel leta 1866 že 30.627 prebivalcev, potem pa doživel rahel padec, ki je trajal vse do konca druge svetovne vojne. Ta upad je posledica tako socialno-ekonomskih in geopolitičnih dejavnikov.
Na začetku 20. stoletja je imel Laval več institucij (sodišče, gospodarsko zbornico, upravo trgovskih arbitrov, semenišče in srednjo šolo za dečke). Tekstilna industrija je še vedno zaposlovala 10.000 rok. Druge dejavnosti so bile še kovinska, mlinarska, strojenje, barvanje,  izdelava čevljev in žaganje marmorja. 
Med drugo svetovno vojno je Laval zasedla nacistična Nemčija. Mesto so večkrat bombardirali zavezniki v juniju in juliju 1944. Železniška postaja in okolica, kot tudi viadukt in nekatere ulice v središču, so bile močno poškodovane. Čete generala Pattona so prispele v Laval 6. avgust 1944. Nacisti se niso takoj predali, preden so zapusti mesto, so uničili mostove.
Po vojni je Laval doživel hitro industrializacijo. Večina starih tovarn oblačil so zaprli, namesto tega se je razvil velik sektor za predelavo hrane, zlasti mlekarne. Prav tako so razvili predelavo plastike in proizvodnjo avtomobilov. V tem obdobju se je mesto hitro razširilo,  zgrajene so bile številne nove institucije, kot je kampus in novo bolnišnica.

## Znamenitosti
Laval je na seznamu francoskih umetnostno-zgodovinskih mest.
- Stolnica Sainte-Trinité; Predromanska in romanska stolnica ima bogate stenske poslikave in figurativno kiparsko okrasje v kamnu, arhitekturni slog stavbe je zadržan. V Lavalu se je arhitekturna treznost ohranila skozi zgodnjo gotiko. Kar bi v Angliji lahko imenovali ugodnja angleška gotika, je v Lavalu Anžujska gotika, ki je vidna v la Trinité. Tukaj smo blizu Anjou, domu kraljev Anžujskih iz Anglije, ki se začnejo s Henrikom II.
- Bazilika Notre Dame d'Avesnières,
- Srednjeveški grad Château de Laval - stolp in stavbe iz 11. stoletja,
- ostanki obzidja in mestnih vrat La Porte Beucheresse; mesto je zrastlo okoli gradu v letu 1020, na meji med Francijo in Bretanjo. Zgradil ga je Guy I. Dénéré, ki je postal vazal grofa Maine. ob koncu 12. stoletja. Lokalne težave povezane z lokacijo mesta ob cesti v Bretanjo so narekovale gradnjo velikega okroglega stolpa, ki ima še vedno svojo prvotno obliko. Sprva je bilo mesto sestavljeno iz razpršenih naselij, kot sta bila bourg cheverel in bourg hersent. V času od novega gradu, je mesto hitro raslo. V 13. st. so zgradili obzidje, ki je imelo pet vrat. Ohranjena so še porte Beucheresse ali vrata gozdajev.
- Jardin Botanique de la Perrine, botanični vrt in park

## Umetnost
Mesto je pridobilo oznako Ville d'Art et d'Histoire zaradi njegove bogate dediščine.
V čast Henri Rousseauja, ki je bil rojen v Laval, imajo bienalni festival naivne umetnosti, Biennale Internationale d'Art Naif de Laval. Njegov namen je raziskati potek sodobnega primitivizma. Slike so pripeljali iz vse Evrope.

## Pobratena mesta
Laval je pobraten z:
| - Boston, UK - Modesto, ZDA - Chalkidiki, Grčija. - Gandia, Španija | - Garango, Burkina Faso - Laval, Kanada - Mettmann, Nemčija. - Vătava, Romunijs - Suceava, Romunija |

## Nekateri pomembni ljudje
- Francis Bayer du Kern, bretonski pesnik
- André Bellesort, pisatelj
- Emmanuel Besnier, milijonar[15]
- Odile Decq, arhitekt
- Alain Gerbault, mornar
- Jean-Marie Guyau, pisatelj in filozof
- Géo Ham, ilustrator in oblikovalec
- Alfred Jarry (1873–1907), pisatelj (rojstni kraj)
- Charles Landelle, Slikar
- François de Laval (1623–1708), prvi škof Quebeca (rojstni kraj)
- Louis Lemercier de Neuville, avtor dram in lutkar